# Monastère franciscain de Graz
 (septembre 2024).

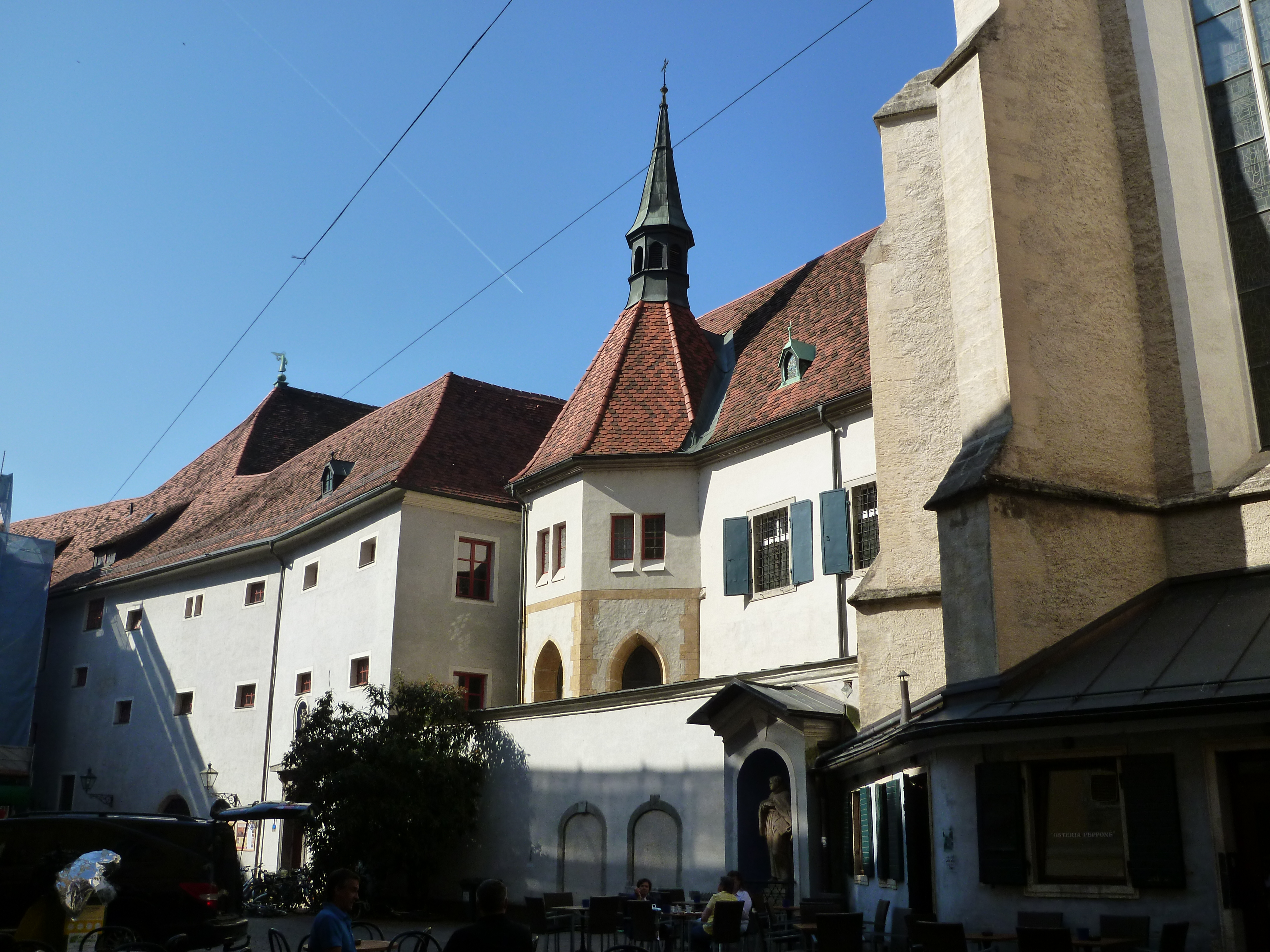
Monastère franciscain

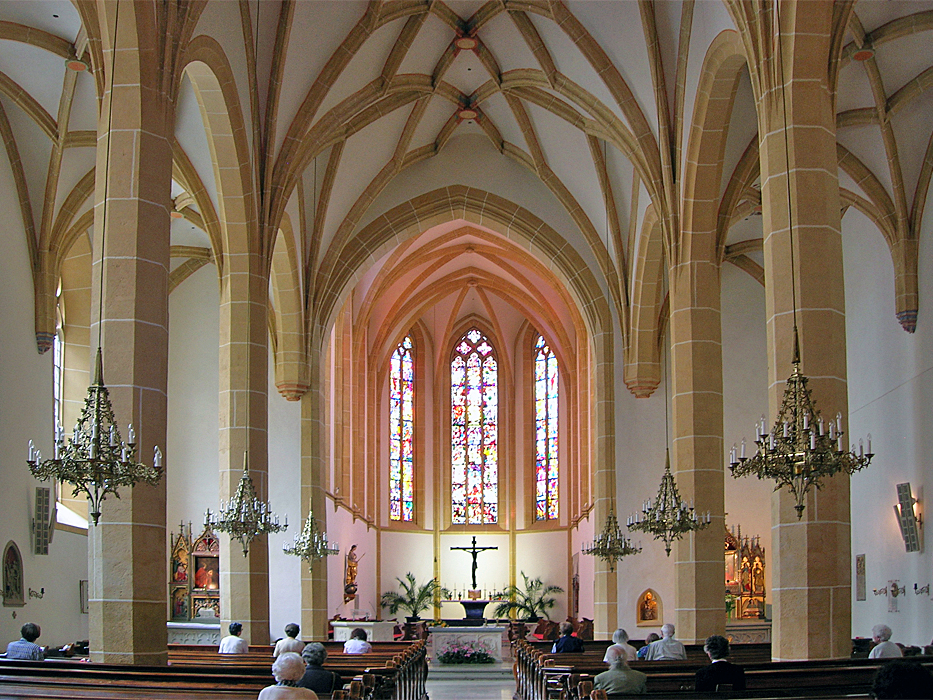
Vue intérieure de l'église

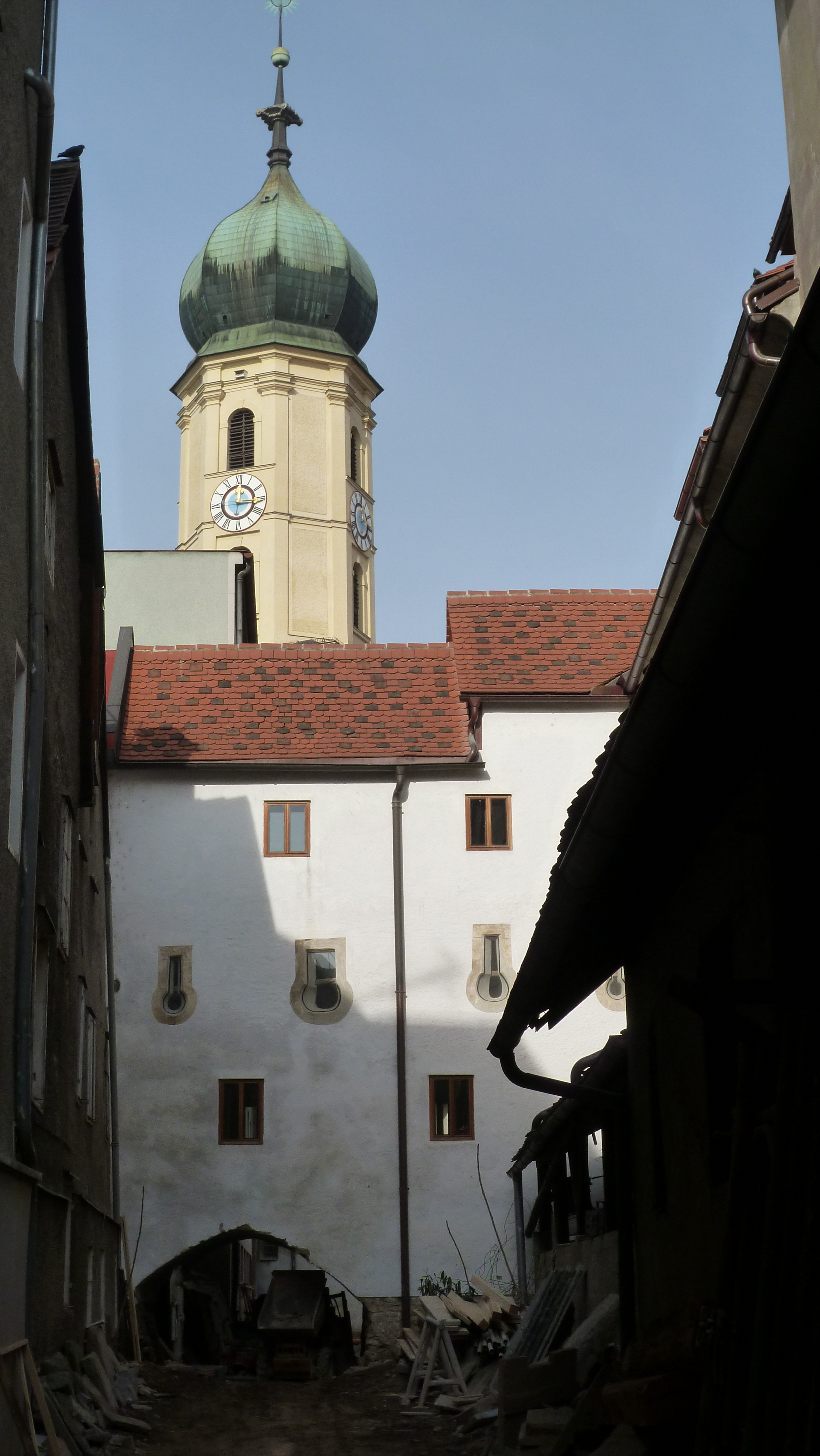
Tour défensive avec tour de l'église franciscaine en arrière-plan

Le monastère franciscain de Graz est un monastère catholique situé sur les rives de la Mur, au centre de la ville autrichienne de Graz (Styrie). Il a été construit dans la première moitié du XIIIe siècle, fondé par les franciscains (Ordo fratrum minorum « Ordre des Frères Mineurs »). Ce fut le premier ordre religieux de la ville de Graz. Au XVIe siècle, après la division de l'ordre, le monastère tomba aux mains de la branche des Observants franciscains, qui en est propriétaire depuis. À côté du couvent se trouve l'église franciscaine de Graz, aujourd'hui église paroissiale de Graz-Mariä Himmelfahrt. L'église du monastère avec la tour est l'église paroissiale de la paroisse Graz-Mariä Himmelfahrt.

## Histoire
Les premiers frères de l'ordre franciscain, fondé en 1210, arrivèrent à Graz vers 1230/1239. Deux ans plus tard, en 1241, eut lieu le premier chapitre provincial documenté des frères mineurs autrichiens.
Après la scission de l'ordre parental en conventuels (aujourd'hui appelés « Minorites ») et Observants à la suite d'un conflit de pauvreté au sein de l'ordre en 1517, le monastère de Graz alla au XVIe siècle aux réformateurs franciscains de la province de l'ordre de Vienne ; les conventuels s'installèrent à Murvorstadt et y fondèrent un nouveau monastère entre 1607 et 1636, le monastère des Minorites avec la Mariahilferkirche.
Au XVIIIe siècle, le monastère fut dissous sous l'empereur Joseph II vers 1785.

### Histoire paroissiale
La confrérie qui y est basée célèbre ses offices quotidiens dans son église monastique, élevée au rang d'église paroissiale en 1783. Elle s'occupe de la plus petite paroisse de Graz en termes de superficie et de nombre (environ 1 300 membres), se consacre à la pastorale et à la formation des jeunes franciscains et gère les remarquables fonds de la bibliothèque centrale de la province franciscaine de Vienne.

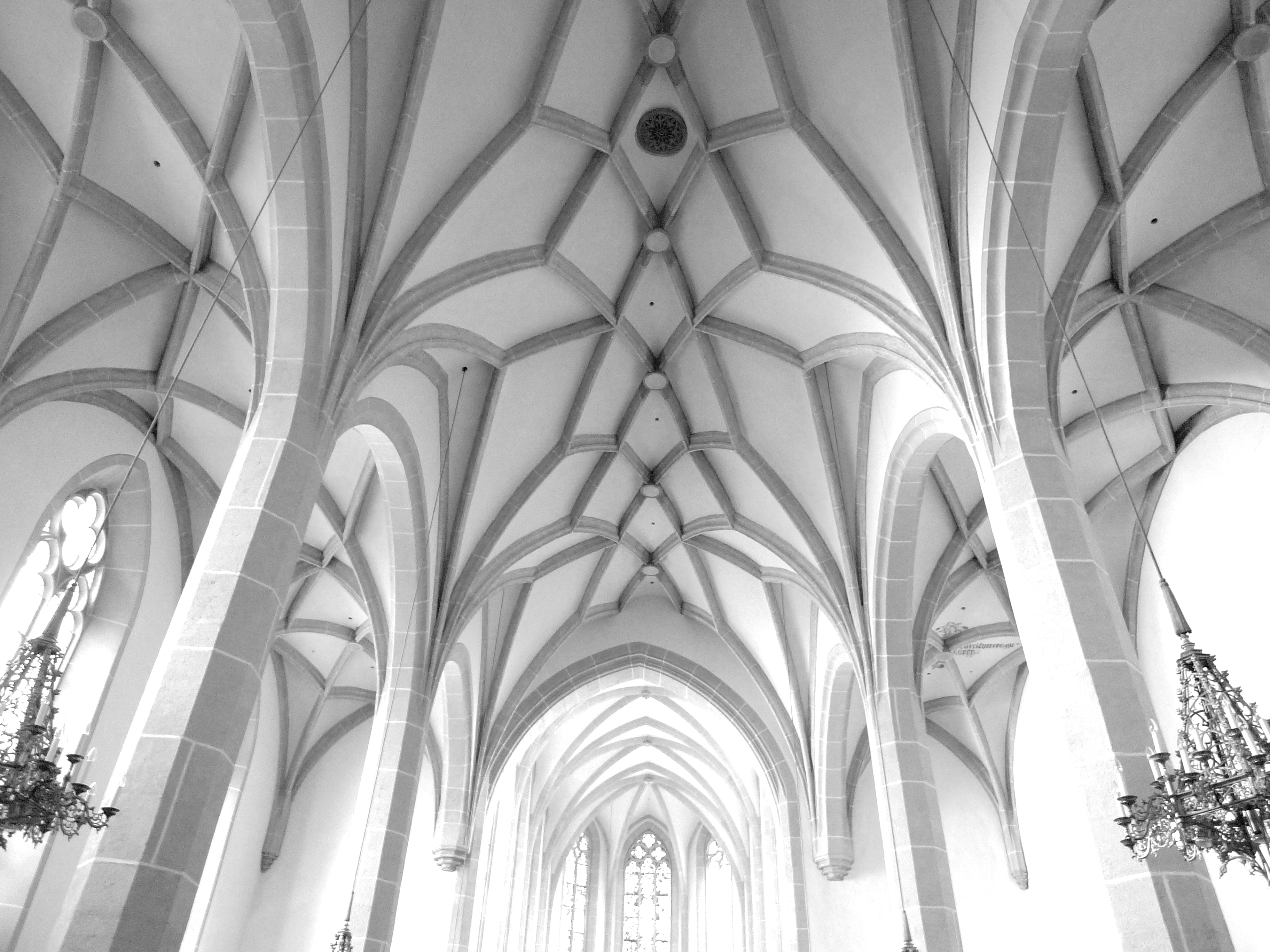
Voûte de la nef

Après la fondation du monastère en 1239 par l'Ordre des Frères Mineurs, le monastère reçut une « indulgence de 100 jours le jour et l'anniversaire de la consécration » du pape Alexandre IV en 1257 ou 1277, ce qui permit de construire une église. L'édifice sacré, à l'origine sans tour, a été achevé en 1257/77. Dans la première moitié du XIVe siècle, le long chœur surélevé d'un clocheton est ajouté.
Après 1515, elle fut transformée en église-halle gothique à trois nefs, financée par des dons. Les travaux de construction furent achevés en 1519 ; une date sur l'arc droit dans la charpente en témoigne. La tour ouest actuelle a été construite comme tour défensive entre 1636 et 1643. L'ancien toit pointu fut remplacé par un bulbe vers 1740. D'autres innovations incluent la construction du réfectoire au XVIe siècle et la consécration d'un nouveau maître-autel.
L'église du monastère porte le patronage de l'Assomption de Marie. Elle fut élevée au rang d'église paroissiale en 1783 dans le cadre des réformes Joséphines. Entre 1861 et 1886, l'intérieur fut regothisé et le mobilier baroque fut supprimé. Après avoir été endommagé par une bombe pendant la guerre en 1945, le chœur a été restauré de 1947 à 1949, une restauration intérieure a eu lieu en 1954/55 et une restauration complète de 1982 à 1988.

#### Orgue

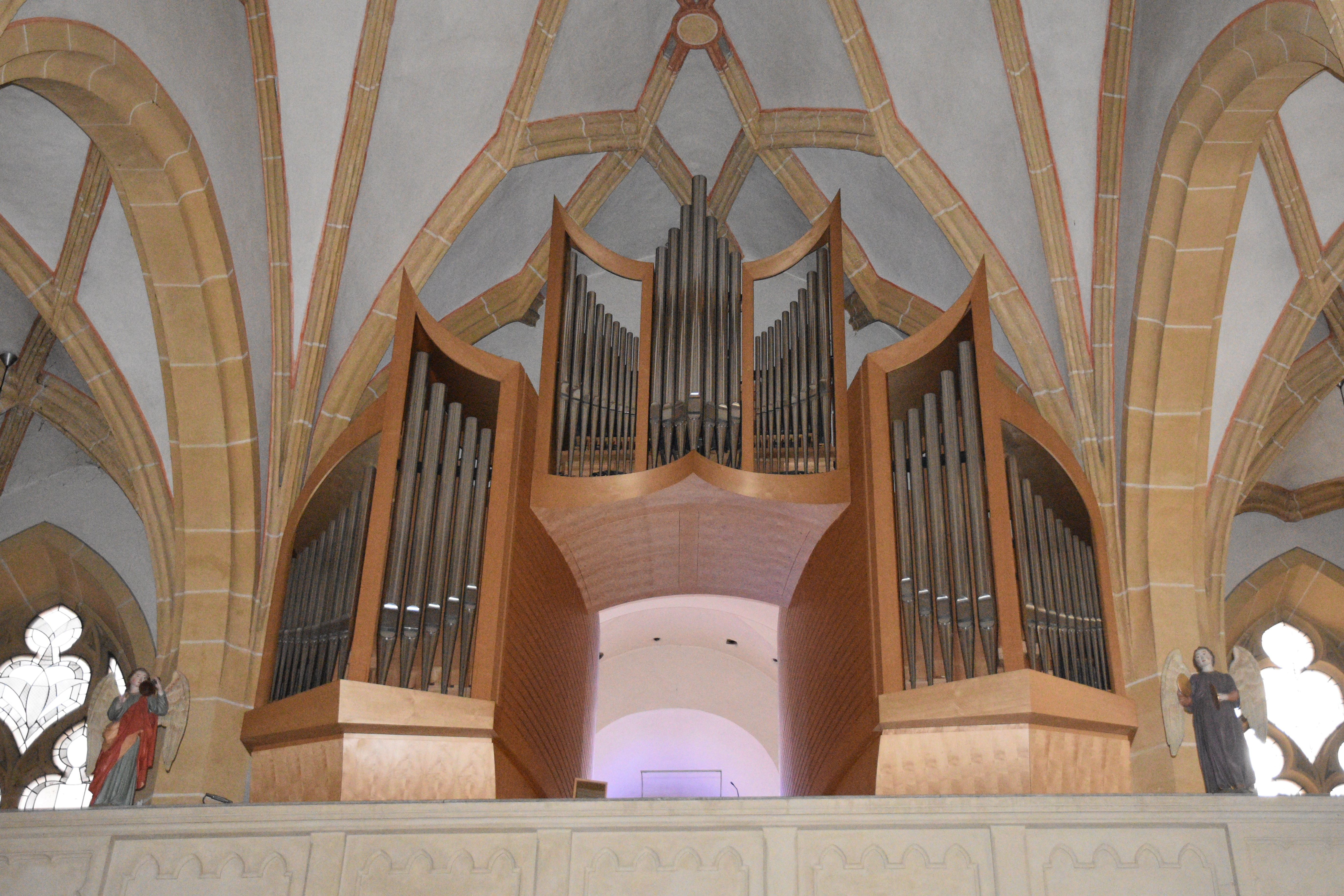
Orgue de l'Église franciscaine

Le premier orgue de la tribune ouest a été construit en 1785 par le facteur d'orgues alsacien Ludwig Gress. L'instrument se trouvait dans un buffet baroque. En 1858, l'orgue fut remplacé par un nouvel instrument du facteur d'orgue Mathias Mauracher dans un buffet néo-gothique. En 1885, le facteur d'orgue Franz Gorsić  construisit un nouvel orgue. Au XXe siècle, l'orgue fut électrifié (1932) et agrandi. Lors de la rénovation et de la transformation de l'église et du monastère en 2002, l'entreprise Alexander Schuke a construit un nouvel instrument dans un nouveau buffet. L'orgue, inauguré en 2004, dispose de 27 registres répartis sur deux claviers et un pédalier.

### Bâtiment du monastère
Le bâtiment du monastère jouxte l'église au sud. Le noyau du bâtiment date des XIIIe/XIVe siècles. Le cloître ne conserve que quelques vestiges de son époque originelle (XIIIe/XIVe siècle), comprenant quelques fenêtres en plein cintre et en ogive et une voûte d'arête de style gothique tardif. Son plan est irrégulier. Des fragments de fresques du XVIe siècle ont été conservés. Des monuments funéraires sont encastrés dans les murs du cloître. Des demi-colonnes toscanes sont visibles sur la façade extérieure du premier étage.

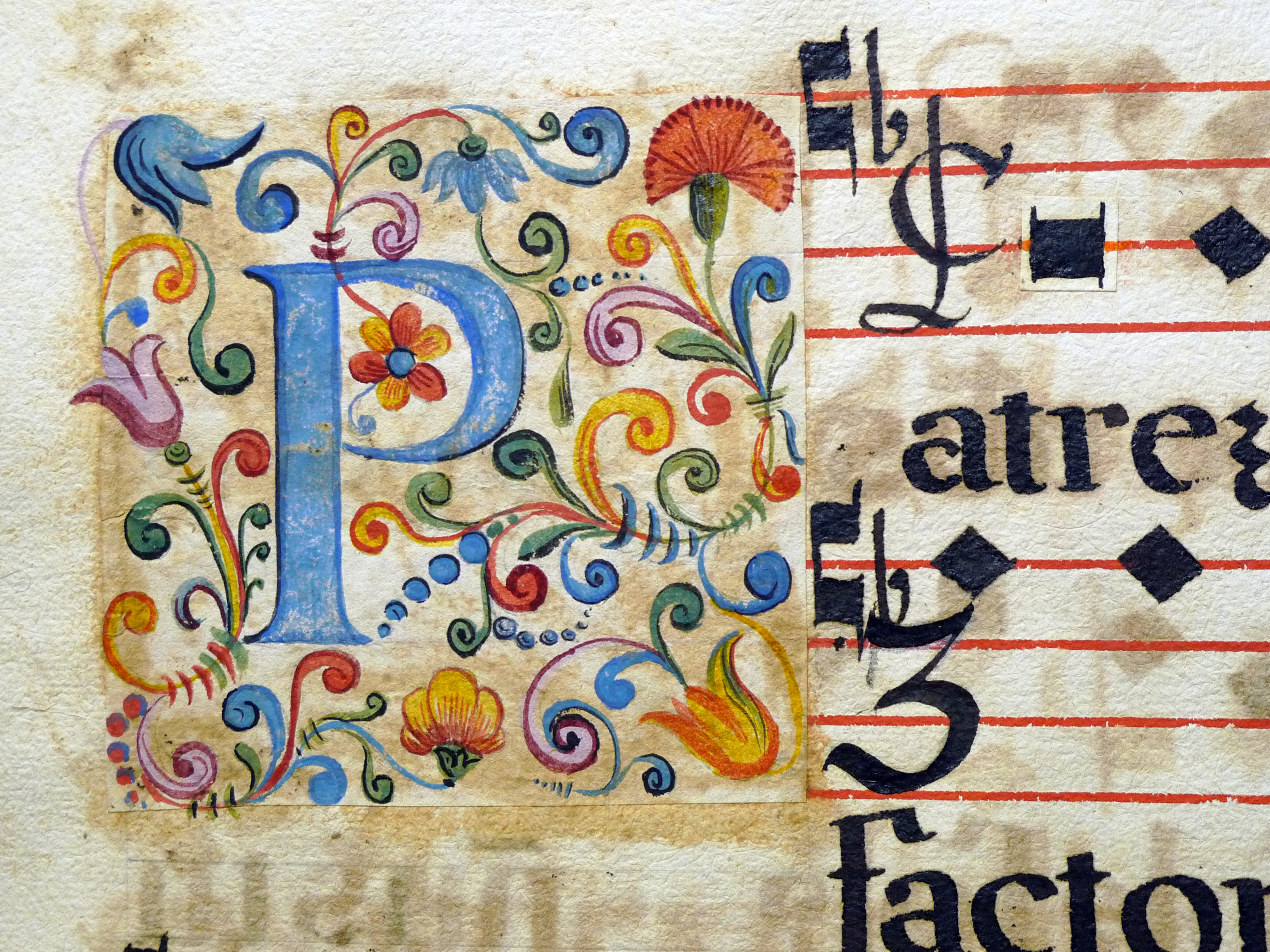
Librus Missarus Choralium per Choro Graecensis 1677 (détail)

Le monastère franciscain de Graz possède l'une des bibliothèques les plus précieuses du Land de Styrie. La bibliothèque contient environ 13 000 titres (jusqu'au XVIIe siècle), dont 818 incunables uniques et une deuxième bibliothèque contenant environ 30 000 titres (du XVIIIe siècle).
Les fonds sont enregistrés dans un catalogue en ligne.